# 金沙江西路站

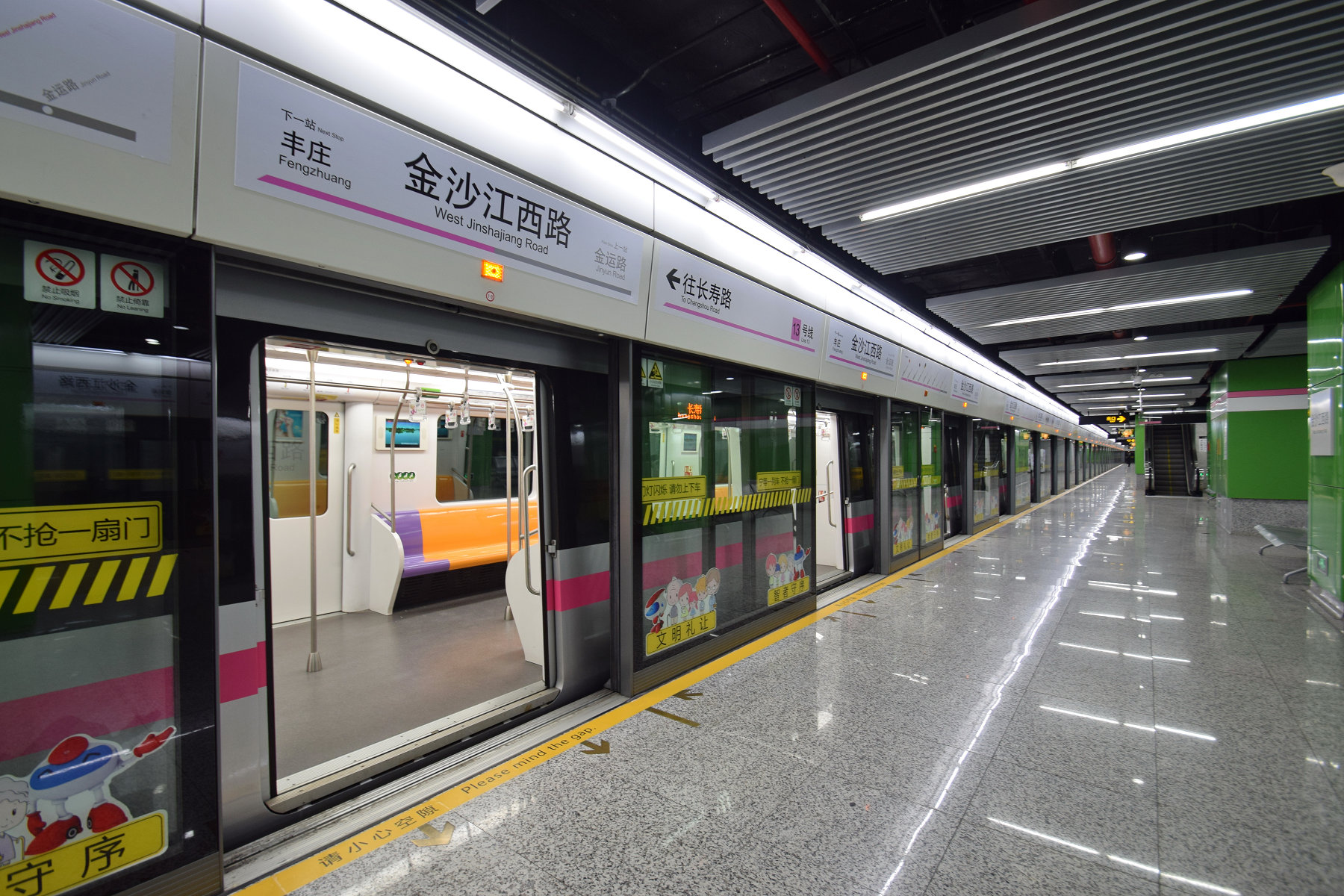
13号线13A01型列车停靠在金沙江西路站往丰庄站方向站台

金沙江西路站位于中华人民共和国上海市嘉定区江桥镇金沙江西路与高潮路交叉口，是上海地铁13号线的地铁车站。

## 车站结构

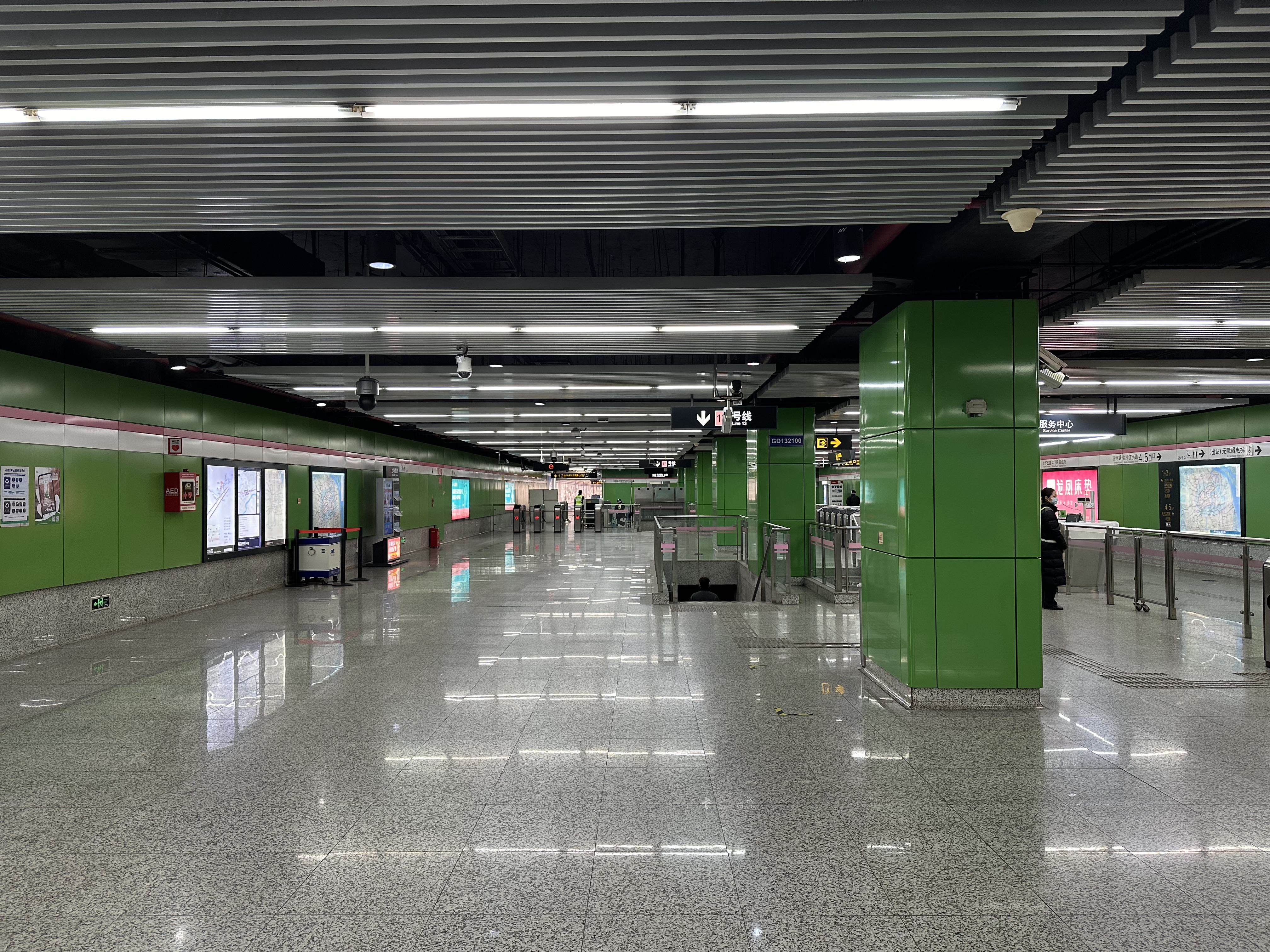
站厅

### 车站楼层
金沙江西路站共有3层。地面为车站出口，地下一层为车站大厅，地下二层为13号线站台。本站设有2个站台，共同使用一个岛式站台。其中一个供往金运路方向列车使用，另一个供往张江路方向列车使用。
| 地面层   | 出入口             | 1-5出入口                        |  |  |
| 地下一层 | 站厅               | 票务服务、自动售票机、人工服务台 |  |  |
| 地下二层 | ①站台              | █ 13号线 往金运路（终点站）      |  |  |
|          | 岛式站台，左侧开门 |                                  |  |  |
|          | ②站台              | █ 13号线 往张江路（丰庄）        |  |  |

### 车站出口
金沙江西路站共有5个出入口，各出入口如下所示：
| 出口编号            | 出口指示             | 照片 |
| ------------------- | -------------------- | ---- |
| 1 · 出口            | 金沙江西路，大宅路   |      |
| 2 · 出口            | 金沙江西路，丰华公路 |      |
| 3 · 出口            | 金沙江西路，高潮路   |      |
| 4 · 出口 · （设有） | 金沙江西路，沙河路   |      |
| 5 · 出口            | 金沙江西路，沙河路   |      |
| 图例： 设有         |                      |      |

## 车站周边
江桥万达广场

## 公交换乘
121、嘉定104路

## 车站历史
- 2012年12月30日，本站正式启用。
- 2022年3月23日，为配合新型冠状病毒疫情防控，本站暂停对外运营服务[1]。
- 2022年6月1日，本站恢复运营[2]。
- 2023年7月25日，“嘉速蝶变 奋楫争先”嘉定区纪念撤县建区30周年主题地铁展启动仪式在本站举行[3]。